# Navadni pelin
Navadni pelin (znanstveno ime Artemisia vulgaris) je zdravilna rastlina, ki je razširjena tudi v Sloveniji.

## Opis
Navadni pelin je trajnica, ki zraste od 100 do 250 cm visoko in ima močno razvejano steblo, ki je pogosto rdeče obarvano. Listi so dvakrat pernato deljeni, zgoraj bleščeče temno zeleni, spodaj pa gosto dlakavi in belo polsteni. Cvetovi, majhni ovalni koški, združeni v razvejana latasta socvetja se razvijejo poleti, saj navadni pelin cveti od julija do sredine septembra. Oprašuje se s pomočjo vetra, cvetni prah pa je trikolporaten, okroglast do rahlo podolgovat in ima premer od 18 do 23 μm.
Navadni pelin je samonikel v Evropi in Aziji, kasneje pa se je razširil tudi po Severni Ameriki.

## Zdravilne lastnosti
Pelin so v ljudskem zdravilstvu uporabljali za pomoč delovanju ledvic in obtočil, pri prebavnih motnjah, menstrualnih težavah, pri driski, črevesnih krčih, bruhanju, zlatenici, pa tudi pri zdravljenju melanholije, depresije, srčnem popuščanju, ščitil pa naj bi tudi pred pljučnimi obolenji, čistil prebavila in notranje organe. Prah iz korenine naj bi po nekaterih virih zdravil celo epilepsijo in histerijo. V številnih tradicionalnih zdravilstvih se pripravki iz navadnega pelina uporabljajo proti okužbam z glistami in drugim parazitom v prebavilih.

### Strupene lastnosti
Pelin vsebuje toksin tujon, ki v prevelikih količinah in v daljšem obdobju lahko privede do bruhanja, trebušnih krčev, glavobolov, omotičnosti in motenj centralnega živčnega sistema, zaradi česar se uporaba te rastline odsvetuje nosečnicam in doječim materam.